# Breed 77
Breed 77 – gibraltarski zespół wykonujący muzykę z pogranicza rocka i heavy metalu.
Breed 77 pochodzi z brytyjskiego terytorium zamorskiego - Gibraltaru. Paul Isola, Danny Felice, Stuart Cavilla - trzej znajomi z Gibraltaru, spotkali się w Londynie i utworzyli nieformalnie nazwaną Gibraltarską Mafię. Gdy, w kwietniu 1996 utworzyli zespół, potrzebowali nazwy, która odzwierciedlałaby ich wspólne korzenie. Stąd właśnie nazwa Breed (rasa). Zespół musiał jednak zmienić nazwę ze względu na już istniejący zespół Steve'a Hewitta (z Placebo). Stuart Cavilla, basista zespołu, kiedyś pracował jako kurier w firmie Kilo 77 lub K77 i stąd doszedł drugi człon nazwy zespołu Breed 77.

## Dyskografia
Albumy
| Breed 77                                | - Data: 1 grudnia 2000 - Wydawca: Albert Productions  | –  |
| Cultura                                 | - Data: 30 maja 2004 - Wydawca: Albert Productions    | 61 |
| In My Blood (En Mi Sangre)              | - Data: 3 lipca 2006 - Wydawca: Albert Productions    | –  |
| Un Encuentro                            | - Data: 7 maja 2007 - Wydawca: Albert Productions     | –  |
| Insects                                 | - Data: 17 listopada 2009 - Wydawca: LaRocka Records  | –  |
| The Evil Inside                         | - Data: 25 marca 2013 - Wydawca: FrostByte Media Inc. | –  |
| „–” oznacza, że album nie był notowany. |                                                       |    |

Single
| "La Ultima Hora"                         | 2003 | 88 | Cultura                    |
| "The River"                              | 2004 | 39 | Cultura                    |
| "World's on Fire"                        | 2004 | 43 | Cultura                    |
| "Shadows"                                | 2005 | 42 | Breed 77                   |
| "Alive"                                  | 2006 | 91 | In My Blood (En Mi Sangre) |
| "Blind"                                  | 2006 | –  | In My Blood (En Mi Sangre) |
| "Look at Me Now"                         | 2007 | –  | In My Blood (En Mi Sangre) |
| "El Mundo en Llamas"                     | 2008 | –  | Un Encuentro               |
| "El Rio"                                 | 2008 | –  | Un Encuentro               |
| "Wake Up"                                | 2009 | –  | Insects                    |
| "Zombie"                                 | 2010 | –  | Insects                    |
| „–” oznacza, że singel nie był notowany. |      |    |                            |